# Datai
Datai („pochopení stability“) byl rod ptakopánvého dinosaura ze skupiny ankylosauridů. Zahrnuje zatím jediný známý druh (D. yingliangis), formálně popsaný v roce 2024 mezinárodním týmem paleontologů.

## Objev a popis

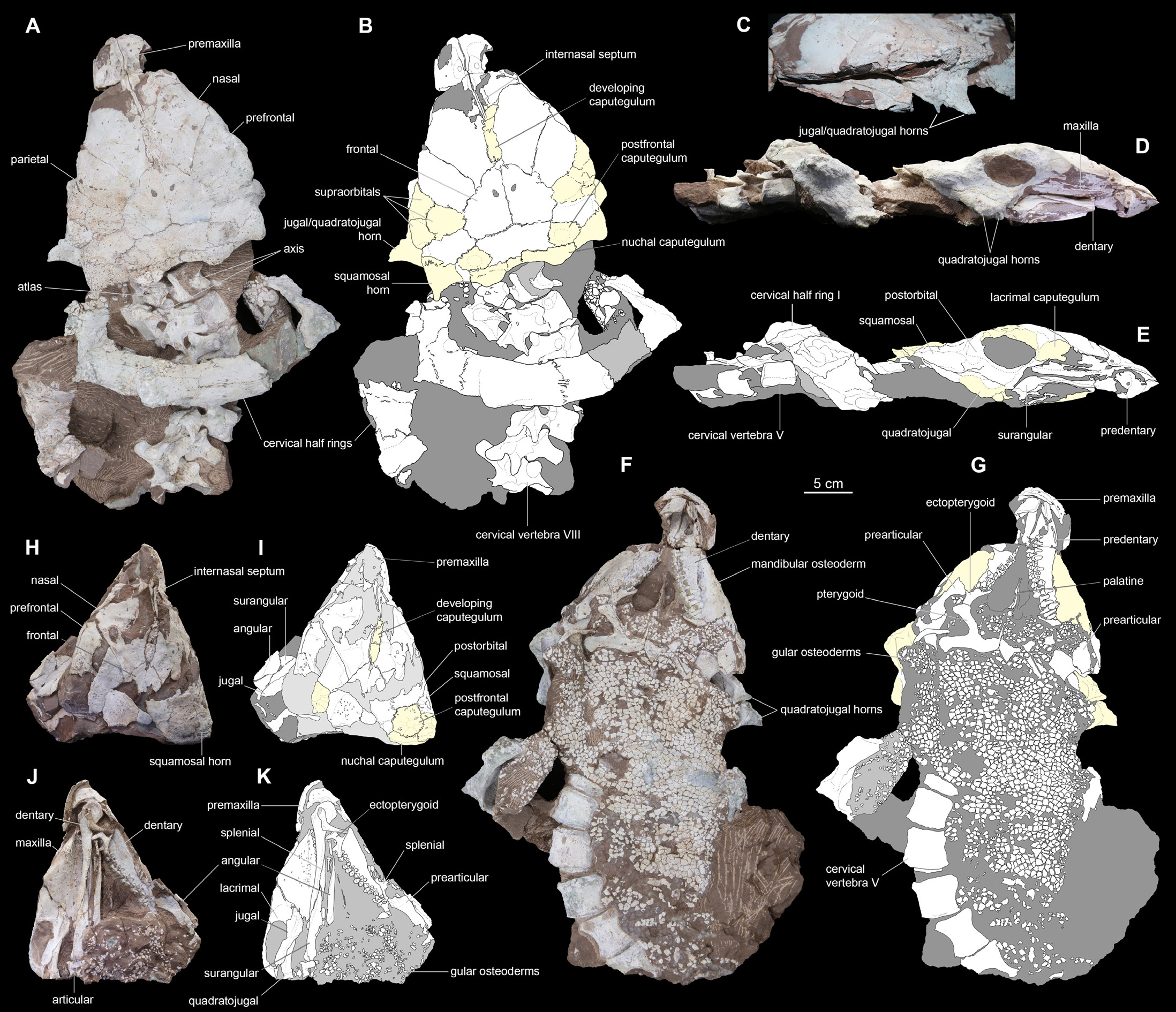
Fosilní lebky rodu Datai

Fosilie tohoto býložravého obrněného dinosaura (typový exemplář nese označení YLSNHM 01002) byly objeveny v sedimentech geologického souvrství Čou-tchien (angl. Zhoutian) na území čínské provincie Ťiang-si. Stáří nálezu je křídové, konkrétně pochází z geologických věků cenoman až turon (před 96 až 90 miliony let). Objeveni byli dva fosilní jedinci v těsné blízkosti, v obou případech se jednalo o nedospělé exempláře v různém stupni vývoje. Kostry jsou artikulované a velmi dobře zachované.

## Zařazení
Provedená fylogenetická analýza ukázala, že Datai je blízce příbuzný například rodu Jinyunpelta, případně pak rodům Saichania a Pinacosaurus. Jednalo se tedy o zástupce podčeledi Ankylosaurinae v rámci čeledi Ankylosauridae.